# Benno von Arent
Benno von Arent, född 19 juni 1898 i Görlitz, död 14 oktober 1956 i Bonn, var en tysk nationalsocialist, SS-Oberführer och arkitekt med ansvar för konst, teater och film.
Arent arbetade som scenograf, och han gick med i Schutzstaffel (SS) 1931 och Nationalsocialistiska tyska arbetarepartiet (NSDAP) 1932. År 1932 grundade han och andra Bund nationalsozialistischer Bühnen-und Filmkünstler, som senare kallades Kameradschaft deutscher Künstler ("Föreningen för tyska konstnärer") efter Hitlers maktövertagande 1933. Arent var Reichsbühnenbildner 1936 och Reichsbeauftragter für die Mode 1939.